# Mário Viana
Mário Viana (São Paulo, 11 de julho de 1960) é um jornalista e dramaturgo brasileiro.
É formado em jornalismo pela Faculdade Cásper Líbero. Trabalhou no jornal Folha de S.Paulo, na revista Veja, edição São Paulo, foi editor de turismo do jornal O Estado de S. Paulo, colaborou com várias outras publicações e é colaborador de textos em novelas da TV Globo. Pertence ao grupo de roteiristas da novela Dona de Mim (telenovela). Autor do blog Vianices também produzido em formato de Podcast.

## Biografia
Como dramaturgo, formou o Núcleo dos 10, sob orientação do também dramaturgo Luís Alberto de Abreu. Recebeu menção honrosa no concurso nacional de textos teatrais inéditos de 2000, promovido pelo Ministério da Cultura, com a peça Flechadas do teu Olhar. Os textos Vamos? e Vestir o Pai também receberam prêmios em duas edições do concurso de dramaturgia promovido pela Secretaria de Cultura de Porto Alegre, em 2000 e 2001.
Teve montados três espetáculos com o Grupo Parlapatões: Mistérios Gulosos, Um Chopes, Dois Pastel e uma Porção de Bobagem e Pantagruel. Também foram montadas as peças Ifigônia, com as atrizes Rosi Campos e Zezeh Barbosa, e Verdades, Canalhas, dirigida por Hugo Possolo. A comédia Vamos? ganha montagem em Fortaleza. O monólogo Natureza Morta, inspirado numa tela do norueguês Edvard Munch, é montado no Recife, em São Paulo e Rio de Janeiro.
Em abril de 2003, estréiam em São Paulo as peças Vestir o Pai, dirigida por Paulo Autran, e Carro de Paulista, dirigida por Jairo Mattos. Classificado em segundo lugar no Concurso Nacional de Dramaturgia da Funarte (Sudeste), com Galeria Metrópole. A montagem ganhou o prêmio Cidadania em Teatro, oferecido pela Associação da Parada GLBT, em junho de 2005. Ganha o prêmio de melhor texto por voto popular no Ciclo de Leituras Apart-Satyros, com Hoje tem Mazzaropi.
Em junho de 2004, o Festival de Intercity São Paulo, em Florença, realiza leitura dramática da peça Vestir o Pai (Onora il Padre) em Florença e Roma.
Em televisão, trabalhou como colaborador da telenovela Seus Olhos, no SBT, ao lado de Fábio Torres, sob a coordenação de Aimar Labaki (2004). De dezembro de 2004 a janeiro de 2005, escreveu roteiro de ficção para curso de treinamento da Unilever, com direção de Ariela Goldman. Em 2006 colaborou com a equipe de Aimar Labaki na telenovela Paixões Proibidas, adaptação de Camilo Castelo Branco para Rede Bandeirantes (Brasil) e RTP (Portugal). 
Em 2005, participa do núcleo de autores do projeto Nunca se Sábado, no Teatro Folha. Integra também o quadro de autores do seriado de televisão Avassaladoras, para a Total Filmes.
Em 2006, estréia no Teatro Stella, Montevidéu, a peça Vistiendo a Papá, com direção de Jorge Denevi. Em São Paulo, estréia Assim com Rose, dirigida por Jairo Mattos, e o infantil Bruxo Pontocom, dirigido por Hugo Possolo.
Em 2008, Anna Cecilia Junqueira estrela o monólogo "Natureza Morta", dirigida por Eric Lenate.
Em 2009, estreou a peça Amanhã é Natal, com direção de Jairo Mattos, no Teatro Imprensa em São Paulo. E foi colaborador da novela Poder Paralelo, da novela de Lauro César Muniz na TV Record protagonizada por Gabriel Braga Nunes e Marcelo Serrado.
Em 2010, Viana estreou "Hoje tem Mazzaropi", comédia dirigida por Hugo Coelho, com o ator Julio Lima homenageando o cineasta paulista. O texto rendeu indicação de Melhor Autor no Prêmio Contigo de Teatro. Em agosto, estreia a primeira montagem paulista de "Vamos?", com direção de Otávio Martins, transformando-se num dos grandes sucessos da temporada 2010. Também voltaram ao cartaz as peças "O pior de São Paulo" e "Um chopes, dois pastel e uma porção de bobagem", com Os Parlapatões. O grupo La Mínima, além de reapresentar "O Médico e os Monstros", também estreou "Radio Varieté", espetáculo de rua que contou com textos de Viana em seu roteiro.
No fim do ano, o Teatro Folha estreia "Te amo, São Paulo", uma montagem com textos curtos de vários autores, dedicados à cidade. Mário Viana participa do espetáculo com a peça "Cine Bijou!, dirigida por Roberto Lage.
"Carro de Paulista", há sete anos em cartaz, virou telefilme, dirigida por Ricardo Pinto e Silva, e será lançada em livro da Coleção Aplauso.
Em 2011, estreia a peça "Cheiro de Céu", com direção de Norival Rizzo.
Em 2012, estreia "Vida e Obra de um tipo à toa", direção de Daniel Alvim. A peça foi lançada em livro pela Giostri Editora. Integra a equipe de Lauro César Muniz em "Máscaras" (Record). Em 2013, integra a equipe de Gustavo Reiz em "Dona Xepa" (Record). Também em 2013, integra a equipe de Carlos Lombardi e escreve a novela "Pecado Mortal" (Record).
Em 2014 estreou como colaborador de novelas na TV Globo, com Malhação Sonhos. 
Em 2018 fez parte da equipe de dramaturgos da "Malhação: Viva a Diferença" de Cao Hamburger que subiu o ibope do horário.
Em 2023, integrou a equipe da novela das 19h da TV Globo Vai na Fé.

## Carreira

### Livros
- 2015 - Natureza Morta e outras peças curtas. Giostri Editora. 124p
- 2015 - Vida e Obra de um tipo à toa. Giostri Editora. 200p.
- 2019 - O Tio do Pavê e outras crônicas. Giostri Editora. 116p.

### Televisão
- 2023 - Vai na Fé - colaborador
- 2017-2018 - Malhação: Viva a Diferença - colaborador[9]
- 2016 - Totalmente Demais - colaborador
- 2014-2015 - Malhação Sonhos - colaborador
- 2013 - Dona Xepa - colaborador
- 2012 - Máscaras - colaborador
- 2009 - Poder Paralelo - colaborador
- 2007 - Dance Dance Dance - colaborador
- 2007 Paixões Proibidas - colaborador
- 2004 Seus Olhos - autor principal

### Teatro
- Amanhã É Natal[10]